# جوناثان لونباخ
جوناثان هيوغ فون ليونباخ (16ديسمبر1884 - 24 سبتمبر1955) كان طبيباً دنماركيًا. خلال فترة ما بين الحرب العالمية الأولى والحرب العالمية الثانية انه بذل جهدا اجتماعياً كبيرا ولكن المثير للجدل لمساعدة النساء في وسائل محدودة مع التربية الجنسية ، تحديد النسل والإجهاض.

## الحياه والعمل
كان جوناثان لونباخ ابن يورغن هوغ لونباخ (1842- 1903) وكاساندرا فيلهيلمين وهجارديماال (1845- 1925). حصل على درجة الماجستير في الطب عام 1912 وعمل كممارس عام في بعد بضع سنوات. 1917- 1915 جوتلاند في بروندرسليف العمل في المستشفى في كوبنهاغن، أسس نفسه هنا في عام 1922 كممارس عام.
كونه اشتراكيًا، كان ليونباخ يؤيد الأفكار السياسية الجنسية في فيلهلم رايش. في عشرينيات القرن العشرين، كان معروفاً للجمهورعلى من خلال تحريضه على تعليم جنسي أفضل، ووسائل منع الحمل الآمنة والميسورة التكلفة، وإمكانية أفضل للحصول على الإجهاض، خاصة للعائلات الفقيرة التي لديها العديد من الأطفال. في عام 1924 جمعية الجنسية بدأ، ثيت جنسن ، مع الكاتب التي عملت من أجل حق، (منظمة للتوعية الجنسية) معلومات عن المرأة في استخدام وسائل منع الحمل، ولا سيما عازل أنثوي.

قطعت ثيت جنسن تعاونها مع ليونباخ في عام 1928، لأنها لم تدعم عمله في الإجهاض المستحث.
على الصعيد الدولي، كان لونباخ لليوم العالمي للجنس اسماً محترمًا، كونه أحد مؤسسي في كوبنهاغن عام (الرابطة العالمية للإصلاح الجنسي)أصلاح 1927، بينما قوبل في الدنمارك بمقاومة كبيرة من معظم الأحزاب السياسية والطبية والكنسية. المجتمعات المحلية وكذلك منظمة حقوق المرأة جمعية المرأة الدنماركية .
في أوائل الثلاثينيات، أجرى ليونباخ حوالي 300عملية إجهاض، واتُهم مرتين بالتواطؤ في الإجهاض غير القانوني. تمت تبرئته في عام 1935 ، ولكن في العام التالي حكم عليه بالسجن لمدة ثلاثة أشهر ، فقد حقوقه المدنية لمدة خمس سنوات ، بما في ذلك منعه من العمل كطبيب . اعتبر هو وبعض المعاصرين هذا قناعة سياسية . في بدء نقاش حول الإجهاض ، الذي دفع لينباخس ساعد عمل البرلمان الدنماركي عام 1937 إلى تمرير أول تشريع للإجهاض في الدنمارك ، والذي خفف غقوبة الإجهاض المستحث وأتاح فرصًا أفضل للسماح للمرأة بالإجهاض لأسباب صحية .
مساعدة الأمهات في عام 1939 ، أصبحت المنظمة الخاصة التي تم إنشاؤها في عام 1924 لمساعدة النساء ، (مساعدة الأمهات) الحوامل على إنجاب طفل ، بغض النظر عما إذا كن متزوجات أم عازبات ، جزءاً من النظام الاجتماعي الدنماركي العام. كجزء من التحرر الجنسي ، أصبح الإجهاض المحرض قانونيًا في الدنمارك في عام 1973 ، ومعظم ما قاتل ليونباخ في الأصل يعتبر الآن حقوقاً بديهية .
توفي ليونباخ في حادث غرق في إيطاليا ودفن في مقبرة هيلروب.

## متنوع
يذكر ليونباخ في الحلقة 10 من المسلسل التلفزيوني الدنماركي ماتادور ، حيث قامت إحدى السيدات الرائدات عام 1935 بإحداث ضجة في المدينة من خلال دعم أفكاره بشأن الإجهاض .